# James Dewar

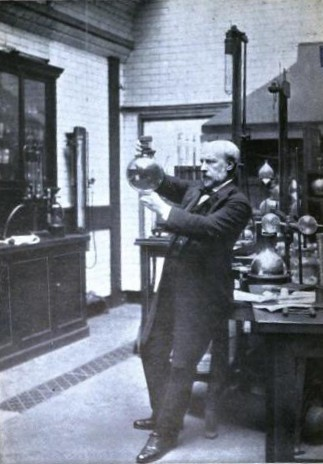
James Dewar

James Dewar  (n. 20 septembrie 1842, Kincardine⁠(d), Scoția, Regatul Unit al Marii Britanii și Irlandei – d. 27 martie 1923, Londra, Regatul Unit) a fost un chimist, inventator și fizician scoțian.
Este cunoscut pentru inventarea vasului Dewar, prima lichefiere a hidrogenului (în 1898) și pentru studiile din domeniul spectroscopiei atomice și nucleare.
De asemenea, i se atribuie inventarea (alături de Frederick Augustus Abel) corditei⁠(d), un exploziv care nu emană fum.

## Legături externe
- Fullerian Professorships
- Brief biography Arhivat în 25 februarie 2007, la Wayback Machine. from the Royal Institution of Great Britain
- Scurtă biografie și imagine
- O altă biografie scurtă
- Correspondență cu H.A. Kamerlingh Onnes, concurentul lui Dewar în cursa pentru heliu lichid.

Acest articol conține text din Chisholm, Hugh, ed. (1911). „Dewar, Sir James”. Encyclopædia Britannica. 8 (ed. 11). Cambridge University Press., o publicație aparținând domeniului public. 